# 东丰镇
东丰镇，是中华人民共和国吉林省辽源市东丰县下辖的一个乡镇级行政单位。2020年4月，设立吉鹿、祥鹿、福鹿3个街道办事处；保留东丰镇，将东丰镇人民政府搬迁至青龙村一组。行政区划调整后，东丰镇幅员面积140.2平方公里，下辖太和、湾龙河、东阳、九胜、今胜、苗胜、双胜、青山、勤俭、柳河、东河、双全、太升、石槽、横道、仁义、青龙、龙头等18个村，总人口2.1万人。

## 行政区划
东丰镇下辖以下地区：
青龙村、湾龙河村、青山村、九胜村、双胜村、今胜村、苗胜村、太和村、东阳村、东河村、柳河村、勤俭村、龙头村、石槽村、太升村、横道子村、仁义村和双全村。